# David Tisdale
Pour les articles homonymes, voir Tisdale.
David Tisdale (8 septembre 1835-31 mars 1911) est un homme politique canadien de l'Ontario. Il est député fédéral conservateur de la circonscription ontarienne de Norfolk-Sud et de Norfolk de 1887 à 1908.

## Biographie
Né à Charlotteville Township (en) dans le Haut-Canada, Tisdale étudie à la Simcoe Grammar School et est nommé au Barreau du Haut-Canada en 1872.
Il sert dans la milice canadienne (en) au moment de l'affaire du Trent en 1861. Promu capitaine en 1862 et s'établissant à Niagara en 1865, il sert durant les raids féniens en 1866. Nommé lieutenant-colonel du 39e bataillon d'infanterie de Norfolk en septembre 1866. Il se retire de la milice en 1876.
Tisdale entame une carrière publique en siégeant au conseil municipal de Simcoe et comme préfet du comté de Norfolk. Il est également président de la Crown Life Insurance Company, de la St. Clair and Erie Ship Canal Company et de la Wawa Gold Mining Company.
Candidat défait dans en Norfolk-Nord en 1874, il est élu dans Norfolk-Sud en 1887. Réélu en 1891, 1896, 1900 et dans Norfolk en 1904, il ne se représente pas en 1908.
Il est brièvement ministre de la Milice et de la Défense de mai à juillet 1896 dans le cabinet de Charles Tupper.